# Amade II
Ahmed II (Turco otomano: احمد ثانى Aḥmed-i sānī) (Istambul, 25 de Fevereiro de 1643 - Edirne, 6 de Fevereiro de 1695) foi o sultão do Império Otomano desde 1691 até 1695. Ahmed II era filho do sultão Ibraim I e sucedeu ao seu irmão Solimão II em 1691. Sucedeu-lhe Mustafá II.